# Pseudoconcha
Pseudoconcha is een geslacht van kreeftachtigen uit de klasse van de Ostracoda (mosselkreeftjes).

## Soorten
- Pseudoconcha bucculenta Witte, 1993
- Pseudoconcha hartmanni (Omatsola, 1970) Witte, 1993
- Pseudoconcha omatsolai Witte, 1993